# Вествілл (Нью-Джерсі)
Вествілл (англ. Westville) — місто (англ. borough) в США, в окрузі Глостер штату Нью-Джерсі. Населення — 4264 особи (2020).

## Географія
Вествілл розташований за координатами 39°52′8″ пн. ш. 75°7′54″ зх. д. / 39.86889° пн. ш. 75.13167° зх. д. (39.868922, -75.131584).  За даними Бюро перепису населення США в 2010 році місто мало площу 3,57 км², з яких 2,65 км² — суходіл та 0,92 км² — водойми.

## Демографія
Згідно з переписом 2010 року, у селищі мешкало 4288 осіб у 1755 домогосподарствах у складі 1095 родин. Було 1912 помешкання
Расовий склад населення:
| - 89,5 % — білих - 4,9 % — чорних або афроамериканців - 1,5 % — азіатів - 0,2 % — корінних американців - 2,3 % — осіб інших рас |

До двох чи більше рас належало 1,6 %. Частка іспаномовних становила 6,0 % від усіх жителів.
За віковим діапазоном населення розподілялося таким чином: 20,4 % — особи молодші 18 років, 68,0 % — особи у віці 18—64 років, 11,6 % — особи у віці 65 років та старші. Медіана віку мешканця становила 38,8 року. На 100 осіб жіночої статі у селищі припадало 96,1 чоловіків;  на 100 жінок у віці від 18 років та старших — 94,1 чоловіків також старших 18 років.
Середній дохід на одне домашнє господарство  становив 63 132 долари США (медіана — 58 824), а середній дохід на одну сім'ю — 75 517 доларів (медіана — 70 500). Медіана доходів становила 51 813 долари для чоловіків та 40 500 доларів для жінок. За межею бідності перебувало 13,2 % осіб, у тому числі 12,1 % дітей у віці до 18 років та 10,3 % осіб у віці 65 років та старших.
Цивільне працевлаштоване населення становило 2147 осіб. Основні галузі зайнятості: освіта, охорона здоров'я та соціальна допомога — 21,8 %, роздрібна торгівля — 14,7 %, науковці, спеціалісти, менеджери — 10,4 %, мистецтво, розваги та відпочинок — 9,7 %.